# Aurélio de Lira Tavares
Aurélio de Lira Tavares GCA • GCIH (João Pessoa, 7 de novembro de 1905 – Rio de Janeiro, 18 de novembro de 1998) foi um general de exército brasileiro, membro da junta militar que governou o Brasil durante sessenta dias, de 31 de agosto a 30 de outubro de 1969, durante a ditadura militar que se seguiu ao golpe de estado de 1964. Foi um dos signatários do Ato Institucional Número Cinco e do Ato Institucional Número 17.

## Biografia

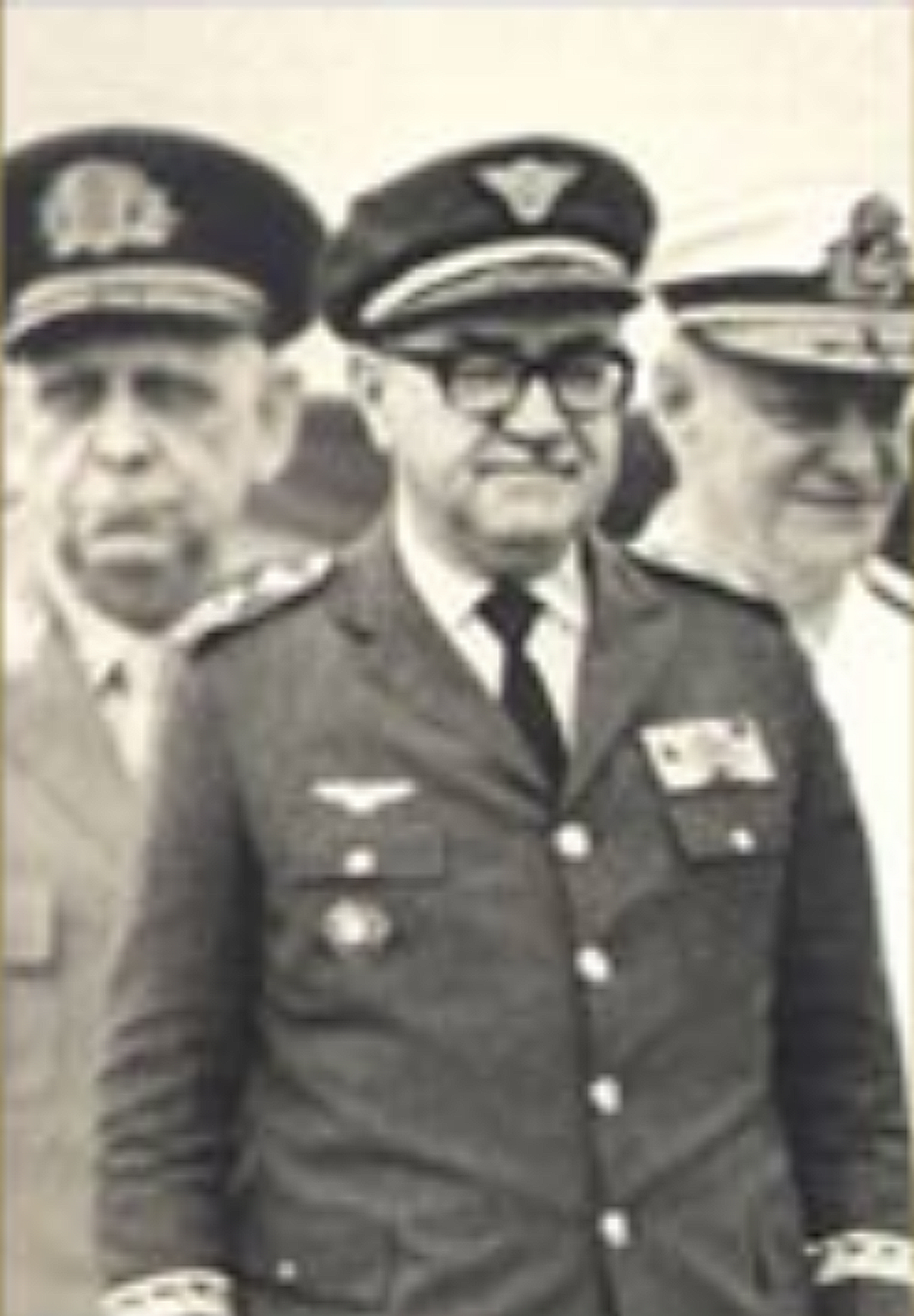
Junta militar de 1969: Aurélio Lira, Márcio Melo e Augusto Rademaker.

Aluno da Escola Militar do Realengo, no Rio de Janeiro, formou-se também em direito e em engenharia.
Comandou o 3º Batalhão de Engenharia de Combate, em Cachoeira do Sul–RS, de 27 de junho de 1950 a 14 de novembro de 1952.
Comandou a 2ª Região Militar, em São Paulo, no período de 18 de janeiro de 1962 a 7 de março de 1963.
Comandou o IV Exército, em Recife, de 10 de outubro de 1964 a 27 de outubro de 1965.
Foi Comandante da Escola Superior de Guerra, entre 28 de setembro de 1966 e 13 de março de 1967. Em seguida, foi ministro do Exército no governo Costa e Silva, entre 15 de março de 1967 e 30 de outubro de 1969.
Com o afastamento do presidente da República por motivos de saúde, Lira Tavares integrou um triunvirato formado também pelo almirante Augusto Rademaker (presidente deste) e pelo brigadeiro Márcio de Sousa Melo, tendo governado o país até que o general Emílio Garrastazu Médici fosse escolhido Presidente da República.
Foi membro da Academia Brasileira de Letras, eleito em abril de 1970. Em suas poesias usava o pseudônimo de Adelita, que era composto pelas iniciais de seu nome. Sua recepção foi feita por Ivan Monteiro de Barros Lins. Depois de compor a junta militar, foi embaixador do Brasil em Paris, de 1970 a 1974.
Foi ainda o autor da letra da "Canção da Engenharia" do Exército Brasileiro.
Em 3 de fevereiro de 1965 foi agraciado com a Grã-Cruz da Ordem do Infante D. Henrique e a 26 de fevereiro de 1971 foi agraciado com a Grã-Cruz da Ordem Militar de Avis de Portugal.
Morreu no Rio de Janeiro, em 18 de novembro de 1998, aos 93 anos de idade.

## Obras
- Domínio territorial do Estado, 1931
- História da arma de engenharia, 1942
- Quatro anos na Alemanha ocupada, 1951
- Território nacional, 1955
- Temas da vida militar, 1965
- A engenharia militar portuguesa na construção do Brasil, 1965
- Além dos temas da caserna, 1968
- A independência do Brasil na imprensa francesa, 1973
- A Amazônia de Júlio Verne, 1973
- O Brasil de minha geração, 2 volumes, 1976-1977
- Brasil-França ao longo de cinco séculos, 1978
- Crônicas ecléticas, 1981
- Vilagran Cabrita e a engenharia de seu tempo, 1981
- Reminiscências literárias, 1982
- O centenário de Augusto dos Anjos, 1984
- Nosso exército, essa grande escola, 1985
- Aristides Lobo e a República, 1987

e muitas outras conferências e discursos sobre temas militares.